# Las Vegas Bowl 2019
Match précédent Match suivant
Le Las Vegas Bowl 2019 est un match de football américain de niveau universitaire joué après la saison régulière de 2019, le 21 décembre 2019 au Sam Boyd Stadium de Whitney dans l'État du Nevada aux États-Unis.
Il s'agit de la 28e édition du Las Vegas Bowl.
Le match met en présence l'équipe des Broncos de Boise State issue de la Mountain West Conference et l'équipe des Huskies de Washington issue de la Pacific-12 Conference.
Il débute à 16 h 30 locales et est retransmis à la télévision par ABC .
Sponsorisé par la société Mitsubishi Motors, le match est officiellement dénommé le  Mitsubishi Motors Las Vegas Bowl 2019.
Washington gagne le match sur le score de 37 à 7.

## Présentation du match
| Équipes | Conférences | Entraîneurs         | Stats. saison rég. | Classements avant le bowl | Classements avant le bowl | Classements avant le bowl |
| --- | ----------- | ------------------- | ------------------ | ------------------------- | ------------------------- | ------------------------- |
| Équipes | Conférences | Entraîneurs         | Stats. saison rég. | CFP                       | AP                        | Coaches                   |
| Broncos de Boise State                                                                                      | MWS         | Bryan Harsin (en)   | 12 - 1             | #19                       | #18                       | #18                       |
| Huskies de Washington                                                                                       | Pac-12      | Chris Petersen (en) | 7 - 5              | NC                        | NC                        | NC                        |
| - Arbitre : Rodney Burnette (C-USA) - Équipe donnée favorite par les bookmakers : Washington par 3½ points. |             |                     |                    |                           |                           |                           |

Il s'agit de la 5e première rencontre entre ces deux équipes :
| Saisons | Dates            | Vainqueurs  | Scores  | Opposants   | Compétitions                             |
| ------- | ---------------- | ----------- | ------- | ----------- | ---------------------------------------- |
| 2015    | 4 septembre 2015 | Washington  | 13 - 16 | Boise State | Saison régulière - Boise, Idaho          |
| 2013    | 31 août 2013     | Boise State | 60 - 38 | Washington  | Saison régulière - Seattle, Washington   |
| 2012    | 22 décembre 2012 | Washington  | 26 - 28 | Boise State | Maaco Bowl Las Vegas - Las Vegas, Nevada |
| 2007    | 8 septembre 2007 | Boise State | 10 - 24 | Washington  | Saison régulière - Seattle, Washington   |

### Broncos de Boise State
Avec un bilan global en saison régulière de 11 victoires et 1 défaites (7-0 en matchs de conférence), Boise State est éligible et accepte l'invitation pour participer au Las Vegas Bowl de 2019. Ils terminent 1er de la Mountain Division de la Mountain West Conference et remporte la finale de conférence 31 à 10 contre Rainbow Warriors d'Hawaï.
À l'issue de la saison 2019 (bowl non compris), ils seront classés #19 au classement CFP et #18 au classement AP et Coaches.

C'est leur 5e participation au Las Vegas Bowl :
| Dates            | Saisons | Adversaires   | Scores | Résultats |
| ---------------- | ------- | ------------- | ------ | --------- |
| 22 décembre 2010 | 2010    | No. 20 Utah   | 26–3   | V : 1 - 0 |
| 22 décembre 2011 | 2011    | Arizona State | 56-24  | V : 2 - 0 |
| 22 décembre 2012 | 2012    | Washington    | 28-26  | V : 3 - 0 |
| 16 décembre 2017 | 2017    | Oregon        | 38-28  | V : 4 - 0 |

| Postes      | Joueurs        | Statistiques                                                     |
| ----------- | -------------- | ---------------------------------------------------------------- |
| Quarterback | Hank Bachmeier | 122/193 passes réussies pour 1 760 yards, 9 TDs, 4 interceptions |
| Coureur     | George Holani  | 181 courses pour 979 yards nets gagnés et 7 TDs                  |
| Receveur    | John Hightower | 48 réceptions pour 923 yards et 8 TDs                            |

### Huskies de Washington
Avec un bilan global en saison régulière de 7 victoires et 5 défaites (4-5 en matchs de conférence), Washington est éligible et accepte l'invitation pour participer au Las Vegas Bowl de 2019.
Ils terminent 3e de la North Division de la Pacific-12 Conference derrière #6 Oregon et California. À l'issue de la saison 2019, ils n'apparaissent pas dans les classements CFP, AP et Coaches.
C'est leur seconde participation au Las Vegas Bowl :
| Date             | Saisons | Adversaire      | Score | Résultat  |
| ---------------- | ------- | --------------- | ----- | --------- |
| 22 décembre 2012 | 2012    | #20 Boise State | 28–26 | D : 0 - 1 |

| Postes      | Joueurs       | Statistiques                                                      |
| ----------- | ------------- | ----------------------------------------------------------------- |
| Quarterback | Jacob Eason   | 238/373 passes réussies pour 2 922 yards, 22 TDs, 8 interceptions |
| Coureur     | Salvon Ahmed  | 182 courses pour 1 000 yards nets gagnés et 9 TDs                 |
| Receveur    | Hunter Bryant | 52 réceptions pour 825 yards et 3 TDs                             |

## Résumé du match
Résumé, vidéo et photos sur la page du site francophone The Blue Pennant.
Début du match à 16 h 36, fin à 19 h 47 pour une durée totale de jeu de 3 h 11 min.
Températures de 13 °C, vent de SE de 6 km/h, ensoleillé
| QT            | Temps         | Drive         | Drive         | Drive         | Équipe        | Description de l'action | Score | Score |
| ------------- | ------------- | ------------- | ------------- | ------------- | ------------- | --- | ----- | ----- |
| QT            | Temps         | Jeux          | Yards         | TDP           | Équipe        | Description de l'action | BSU   | WAS   |
| 1             | 05:32         | 12            | 52            | 06:07         | WAS           | TD de 17 yards par WR Baccellia Andre à la suite d'une réception de passe de QB Eason Jacob + 1 point de conversion par K Henry Peyton   | 0     | 7     |
| 2             | 06:46         | 13            | 74            | 05:53         | WAS           | TD à la suite d'une course de 8 yards par RB Ahmed Salvon + 1 point de conversion par K Henry Peyton                                     | 0     | 14    |
| 2             | 00:00         | 4             | 41            | 00:23         | WAS           | FG de 32 yards par K Henry Peyton | 0     | 17    |
| 3             | 10:22         | 3             | 24            | 00:49         | WAS           | TD à la suite d'une course de 2 yards par RB Richard Newton + 1 point de conversion par K Henry Peyton                                   | 0     | 24    |
| 3             | 04:44         | 11            | 77            | 05:30         | BSU           | TD de 10 yards par RB Holani George à la suite d'une réception de passe de QB Henderson Jaylon + 1 point de conversion par K Sachse Eric | 7     | 24    |
| 4             | 10:44         | 6             | 60            | 03:27         | WAS           | TD de 13 yards par WR Bynum Terrell à la suite d'une réception de passe de QB Newton Richard + 1 point de conversion par K Henry Peyton  | 7     | 31    |
| 4             | 02:29         | 11            | 55            | 07:39         | WAS           | TD à la suite d'une course de 12 yards par RB Ahmed Salvon + 1 point de conversion par K Henry Peyton                                    | 7     | 38    |
| Score final : | Score final : | Score final : | Score final : | Score final : | Score final : | Score final : | 7     | 38    |

## Statistiques
| Nom           | Poste | Équipe     |
| ------------- | ----- | ---------- |
| Elijah Molden | DB    | Washington |

| Statistiques                           | Broncos de Boise State                               | Huskies de Washington                                 |
| -------------------------------------- | ---------------------------------------------------- | ----------------------------------------------------- |
| 1er down                               | 16                                                   | 22                                                    |
| 1er down à la course                   | 7                                                    | 9                                                     |
| 1er down à la passe                    | 9                                                    | 12                                                    |
| 1er down suite pénalité                | 0                                                    | 1                                                     |
| Conversion de 3e down                  | 3/11                                                 | 7/14                                                  |
| Conversion de 4e down                  | 1/2                                                  | 3/3                                                   |
| Jeux–yards                             | 59 jeux pour 266 yards                               | 68 jeux pour 341 yards                                |
| Yards à la course                      | 22 courses pour 78 yards moyenne de 3.5 yards/course | 35 courses pour 118 yards moyenne de 3.4 yards/course |
| Yards à la passe                       | 188                                                  | 223                                                   |
| Passes : Réussies-Tentées-Interceptées | 21/37 passes complétées, 2 interceptionS             | 23/33 passes complétées, 0 interception               |
| Réussite en zone rouge/chances         | 1/2                                                  | 6/6                                                   |
| TD                                     | 1                                                    | 5                                                     |
| Field Goals                            | 0/0                                                  | 1/1                                                   |
| Sacks (Nombre-Yards)                   | 3 pour 13 yards adverses gagnés                      | 0/0                                                   |
| Fumbles (Nombre/Perdus)                | 1/1                                                  | 0/0                                                   |
| Pénalités (Nombre/Yards perdus)        | 3 pour 25 yards perdus                               | 1 pour 10 yards perdus                                |
| Temps de possession                    | 25:54                                                | 34:06                                                 |

| Broncos de Boise State |                |                                                                                                  |
| Quarterback            | Bachmeier Hank | 15/26 passes complétées, 119 yards, 2 interceptions, 0 TD, 0 sack subi, évaluation QB de 80,8    |
| Meilleur coureur       | Holani George  | 11 courses pour 35 yards nets gagnés, 0 TD, moyenne de 3.2 yards/course                          |
| Meilleur receveur      | Shakir Khalil  | 3 réceptions pour 38 yards gagnés, 0 TD                                                          |
| Meilleur tackler       | Nawahine Kekoa | 14 tacles dont 7 en solo                                                                         |
| Huskies de Washington  |                |                                                                                                  |
| Quarterback            | Eason Jacob    | 22/32 passes complétées, 210 yards, 0 interception, 7 TDs, 3 sacks subis, évaluation QB de 134,2 |
| Meilleur coureur       | Newton Richard | 15 courses pour 69 yards nets gagnés, 1 TD, moyenne de 4.6 yards/course                          |
| Meilleur receveur      | Bynum Terrell  | 5/6 réceptions pour 67 yards gagnés, 1 TD                                                        |
| Meilleur tackler       | Molden Elijah  | 9 tacles dont 6 en solo, ½ TFL, 1 FF et 1 interception                                           |